# Danslärarens återkomst
Danslärarens återkomst är en kriminalroman av Henning Mankell utgiven 2000. Har senare gjorts som TV-serie med samma namn.
Denna bok är en roman som handlar om ett dubbelmord som sker i byn Dunkärret i Härjedalen. Först mördas en pensionerad polisman och sedan inom loppet av en vecka mördas hans minst lika gamla granne. Dessa mord sker på ett sådant sätt att polisen antar att mördaren är densamma för båda morden, men poliserna har väldigt svårt att se en annan koppling emellan offren än deras död. En gammal arbetskompis till den avlidne polisen, Stefan Lindman, har nyss fått sin diagnos cancer. Han är mycket orolig över sin situation, särskilt nu när han har flickvän och ett bra jobb. För att försöka glömma sina sjukdomsbekymmer bestämmer han sig för att åka från Borås till Härjedalen för att försöka reda ut saker och ting. Poliserna på plats har delade åsikter om hans snokande på deras revir. Ju mer han söker desto mer märker han att det finns många personer som inte vill att han ska rota i deras förflutna, för mysteriet med morden verkar faktiskt ha med deras förflutna liv att göra.